# Церковь Михаила Архангела (Малодельская)
Церковь Михаила Архангела (Михайло-Архангельская церковь, Архангельская церковь) — бывший православный храм в станице Малодельской Области Войска Донского.

## История
К 1722 году относится первое упоминание о храме на территории станицы — деревянной церкви во имя святого Архистратига Михаила. При переходе станицы Малодельской на новое место, перенесли в 1762 году и старую Михайло-Архангельскую церковь, которая была построена из дубового леса. В 1763 году она была освящена. В 1791 году церковь сгорела и на этом же месте в 1793 году была устроена новая деревянная церковь того же наименования.
В 1859 году сгорела и эта, после чего до постройки нового храма прихожане довольствовались деревянным молитвенным домом. Новая церковь с приделами во имя Святого Георгия Победоносца и в честь Усекновения главы Иоанна Предтечи была сооружена в станице построена в 1900 году на старом фундаменте, оставшегося от деревянной Успенской единоверческой церкви, которая первоначально была сооружена в 1870-х годах в 30 верстах от станицы, затем в 1896 году была перенесена в неё и сгорела 6 мая 1897 года во время большого пожара, уничтожившего в станице около 300 домов.
Новая Михайло-Архангельская церковь была устроена по старому плану, с колокольней. Церковная ограда была выполнена из кирпича высотой 3 метра. Ворота — кованые железные высотой более 3 метров. Внутри храм был расписан фресками. 23 мая 1937 года храм был закрыт и в этом же году разобран. В настоящее время на месте, где стояла церковь, находится двухэтажная школа.
В 1993 году в станице Малодельской был образован современный приход Архангела Михаила. Со временем в станице появился свой храм, но в 2000 году он кем-то был сожжён. В восстановленной церкви богослужения совершаются по воскресным и праздничным дням. Настоятель — протоиерей Павел Мухин, он же опекает приход в селе Большой Лычак.
В Государственном архиве Волгоградской области имеются документы, относящиеся к Михайло-Архангельской и Успенской единоверческой церквям.

## Настоятели
- протоиерей Павел Мухин (умер 30 мая 2018 года)[источник не указан 2004 дня]